# Joris Ivens

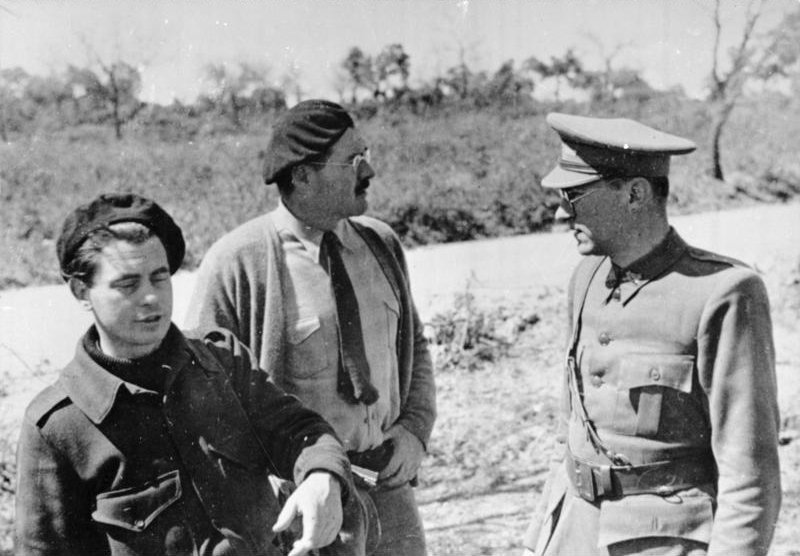
Joris Ivens (links) en Ernest Hemingway bij commandant Ludwig Renn van de Internationale Brigade in 1936.

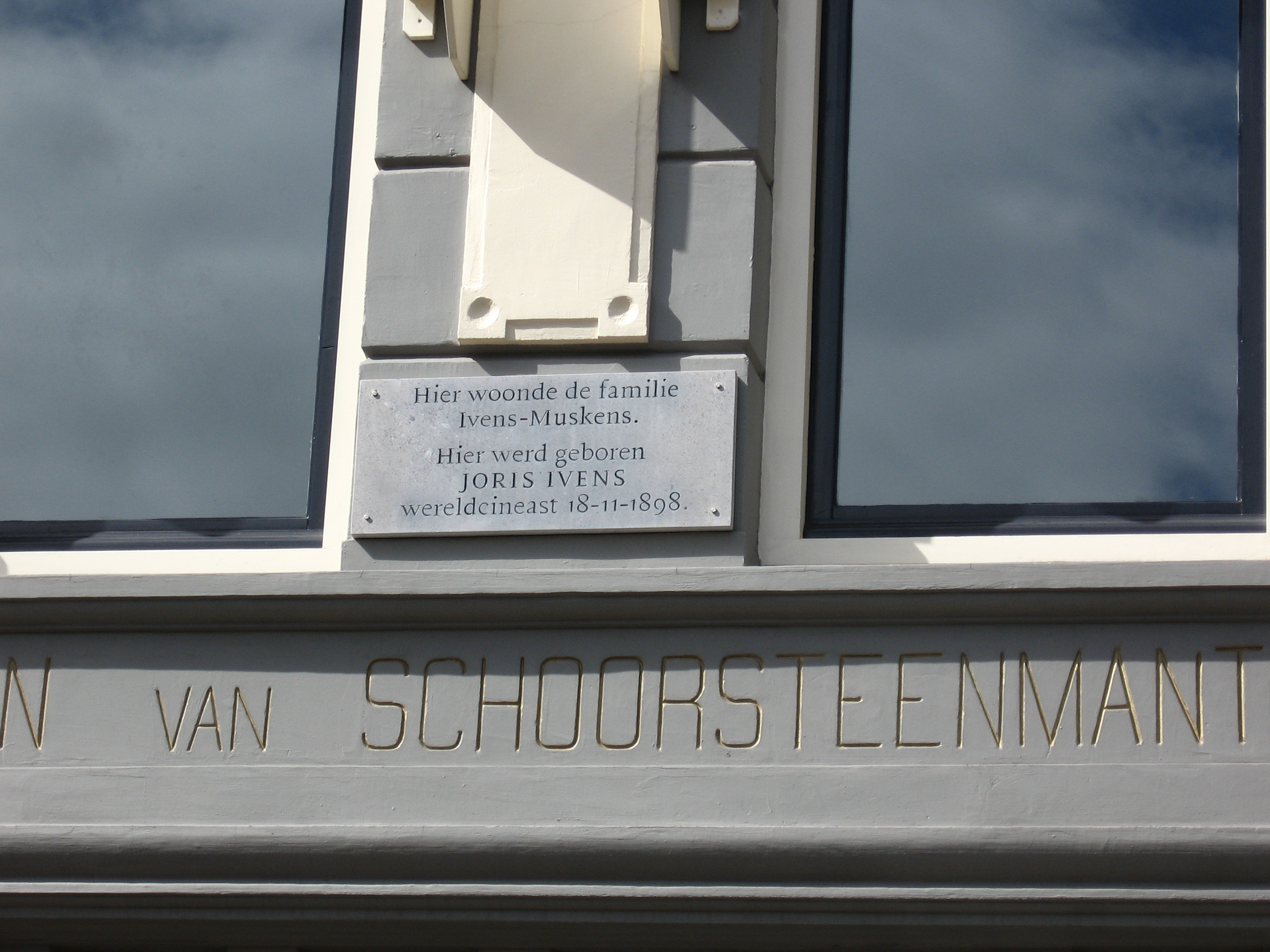
Geboortehuis Ivens, Van Berchenstraat 17-19 Nijmegen

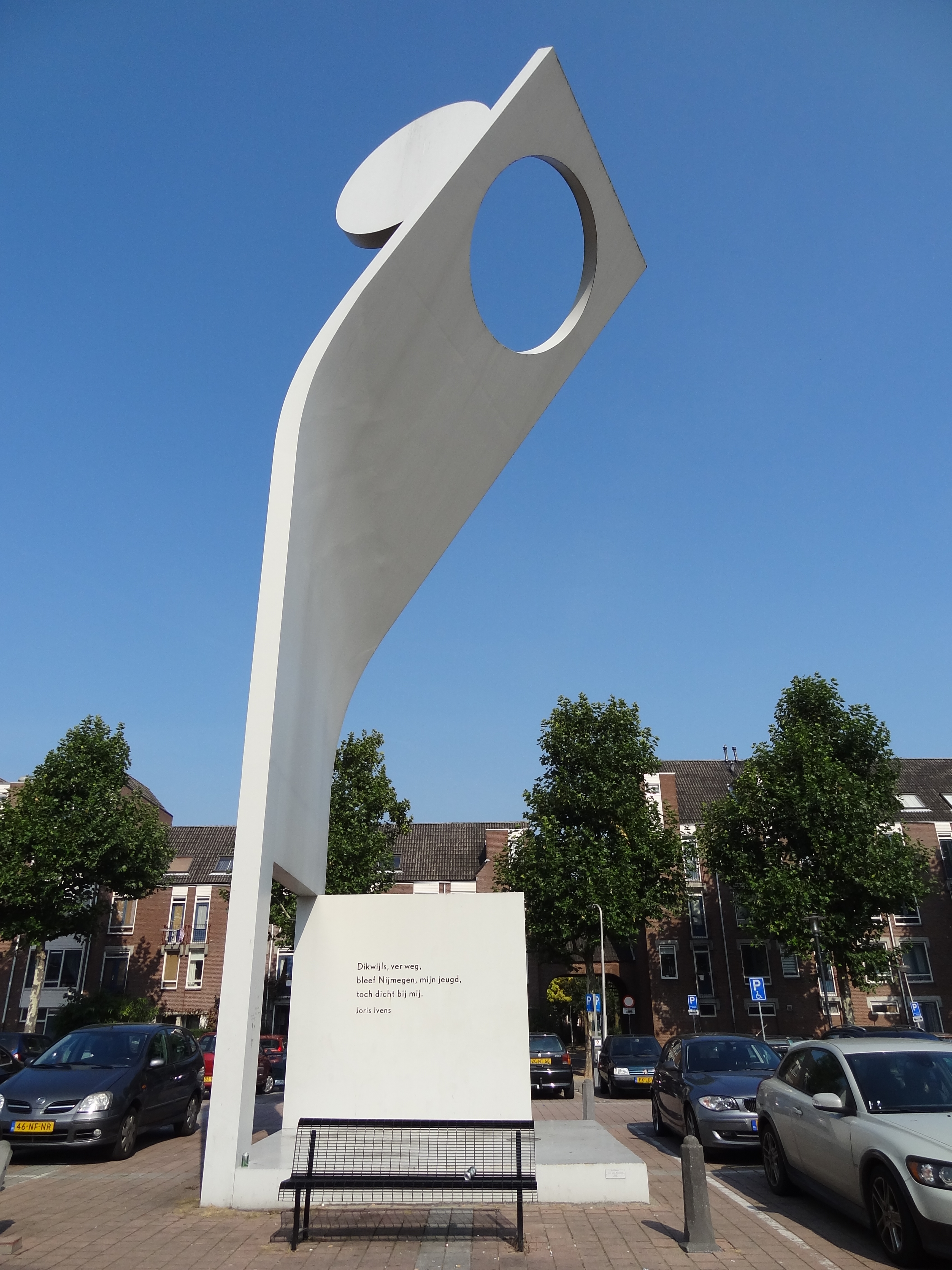
Joris Ivensmonument, Nijmegen

George Henri Anton (Joris) Ivens (Nijmegen, 18 november 1898 – Parijs, 28 juni 1989) was een Nederlands filmregisseur en filmmaker, met name gericht op documentaires. Hij behoort naast Paul Verhoeven, Johan van der Keuken en Bert Haanstra tot de internationaal bekende Nederlandse filmmakers. In eigen land raakte hij onder meer omstreden vanwege zijn film ter ondersteuning van de Indonesische onafhankelijkheidsbeweging.

## Afkomst
Ivens was de zoon van Kees Ivens en kleinzoon van Wilhelm Ivens. Toen de fotohandel van zijn grootvader en vader in 1927 werd omgezet in een nv onder de naam Capi, werd hij adjunct-directeur. Met een studie handelseconomie en fototechniek in Berlijn achter de rug had hij er de papieren voor, maar de zaak interesseerde hem alleen om er geld aan te onttrekken voor zijn linkse projecten. Zijn teleurgestelde vader schreef in zijn dagboek: "Capi genoeg door Georges methodes geplukt en geplunderd. Door het filmondernemen
is Capi aan de rand van de afgrond gebracht. (…) Door zijn maatschappelijke instelling Capi zwaar geschaad… Een bonk nonchalant, naief egoisme, slordigheid, egocentrisme, asociaal.’ Vader Ivens fuseerde daarom zijn bedrijf met de firma Lux van Willy Breuer en Joris vertrok naar Amerika om er met Ernest Hemingway de film The Spanish Earth te maken, ook weer met geld uit de kas van Capi.

## Bekendheid
Ivens werd bekend met avant-garde documentaires als De brug (1928) (over De Hef in Rotterdam), Regen (1929) en Zuiderzee (1930), waarin hij experimenteerde met bewegingen en ritmes. Hij behoorde tot de voormannen van de internationale filmavant-garde van die jaren. Later raakte hij steeds meer geïnteresseerd in sociale kwesties en werd hij overtuigd communist. Zo was Ivens onder andere betrokken bij de Vereeniging van Arbeiders-Fotografen, waarvoor hij arbeiders schoolde in de fotografie, om zo misstanden te kunnen vastleggen ten behoeve van de strijd tegen het kapitalisme. Ook kon hij fotomateriaal ter beschikking stellen, afkomstig uit de fotozaak van zijn vader. Ivens maakte onder meer films over een mijnwerkersstaking in België	(Borinage, 1934), over de Spaanse Burgeroorlog (The Spanish Earth, 1937) en over de strijd die China voerde tegen de Japanse bezetting (De vierhonderd miljoen, 1939). Tijdens de Tweede Wereldoorlog maakte hij diverse films in de Verenigde Staten, waaronder Power and the Land (1941) voor het Amerikaanse ministerie van landbouw en Action Stations! (1943) voor de Canadese marine.

## Bibliografie

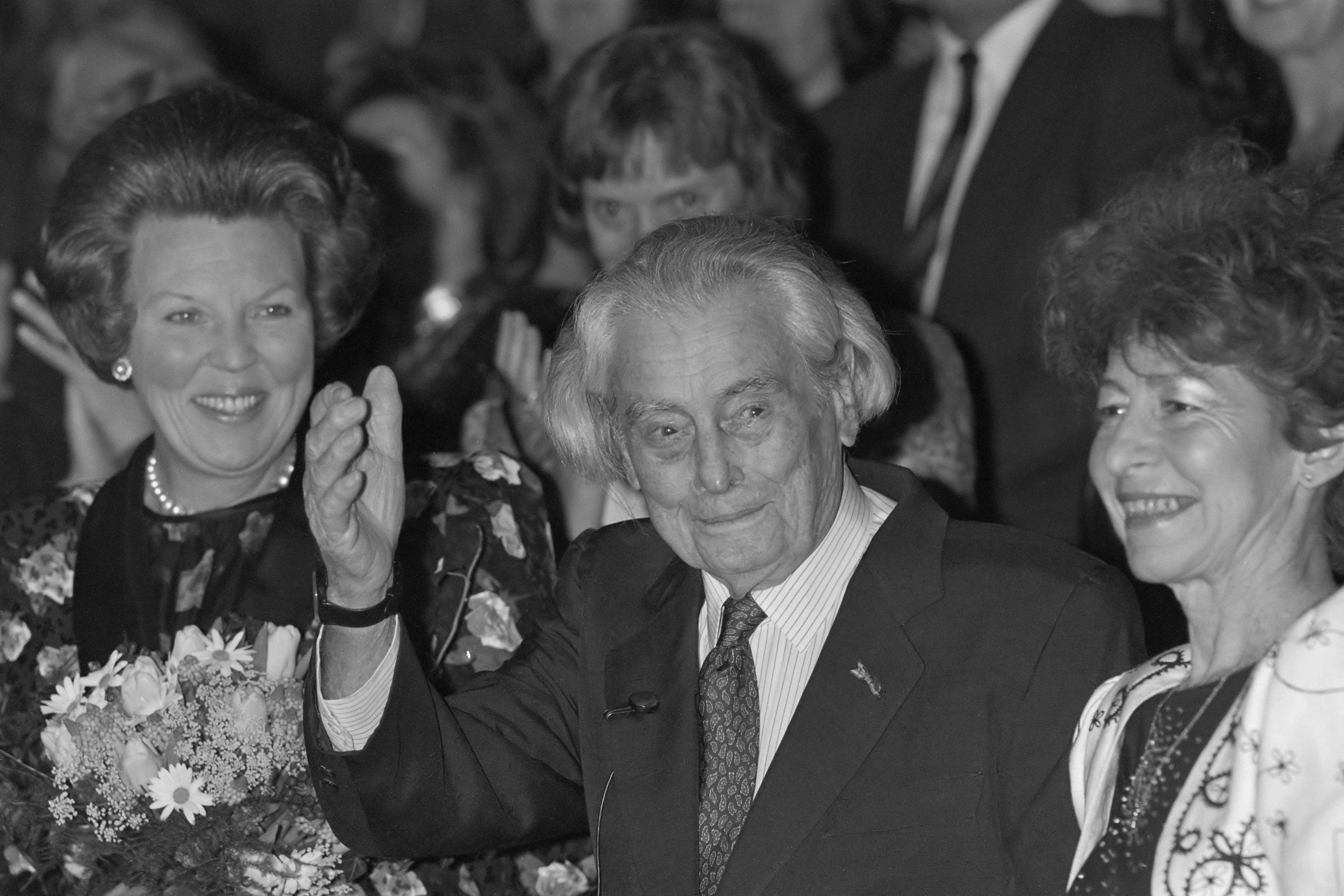
Koningin Beatrix, Joris Ivens en Marceline Loridan-Ivens tijdens Rotterdam Filmfestival, 1989